# Horbourg-Wihr
Horbourg-Wihr è un comune francese di 5 113 abitanti situato nel dipartimento dell'Alto Reno nella regione del Grand Est.

## Società

### Evoluzione demografica
Abitanti censiti